# Konocha
Konocha est une commune urbaine de l'oblast d'Arkhangelsk en fédération de Russie. C'est le centre administratif du raïon de Konocha. Elle est desservie par les trains du chemin de fer du nord à la station Konocha I.

## Histoire
Le 11 juin 1894, la société des chemins de fer Moscou-Iaroslavl-Arkhangelsk a entrepris la construction d'une voie ferrée à voie étroite allant de la gare de Vologda à la ville d'Arkhangelsk.
En 1896, a été construite la gare, la caserne des travailleurs du chemin de fer, la station de pompage, avec une maison d'habitation près du lac de la ville. La gare se situe à 705 km de Moscou (gare de Iaroslavl) .
Le 22 octobre 1898, la ligne Vologda-Arkhangelsk a été mise en fonction. Des maisons résidentielles en bois ; des bains ont été construits à côté des bâtiments qui existaient déjà. La plate-forme destinée aux passagers a été construite sur pilotis en raison du sol marécageux à proximité du lac.
Durant la Première Guerre mondiale, l'aide militaire de l'entente russe passait par le port d'Arkhangelsk du fait de la fermeture des frontières occidentales pendant le conflit. La ligne Arkhangelsk-Moscou est devenue la ligne la plus importante au centre du pays.
Le 10 janvier 1918, à Kadnikov, la prise de pouvoir par les soviétiques est annoncée. Pendant la guerre civile, après l' intervention en Russie septentrionale, Konocha est devenue en fait la frontière administrative de la Russie soviétique au nord du pays et une zone de front de première ligne. Des tranchées sont creusées près du sémaphore et des barbelés sont tendus. Des troupes sont arrivées à la station de la ville . Des volontaires sont rassemblés à Konocha pour partir en train blindé vers Vologda afin d'aller réprimer l' insurrection de Iaroslavl.
Dans les années 1930 apparaissent d'importantes entreprises à Konocha: usines de traitement du bois, scieries, atelier de réparation de locomotives. Ces ateliers vont permettre d'assurer le bon fonctionnement de la ligne de chemin de fer pendant la Grande Guerre patriotique, de juin 1941 à mai 1945.
Les années d'après-guerre sont associées au développement du nœud ferroviaire, des ateliers d'industries forestières et agricoles. Dans les années 1980, une usine d'alimentation et un complexe porcin de 54 mille têtes sont installés dans la ville.

## Population

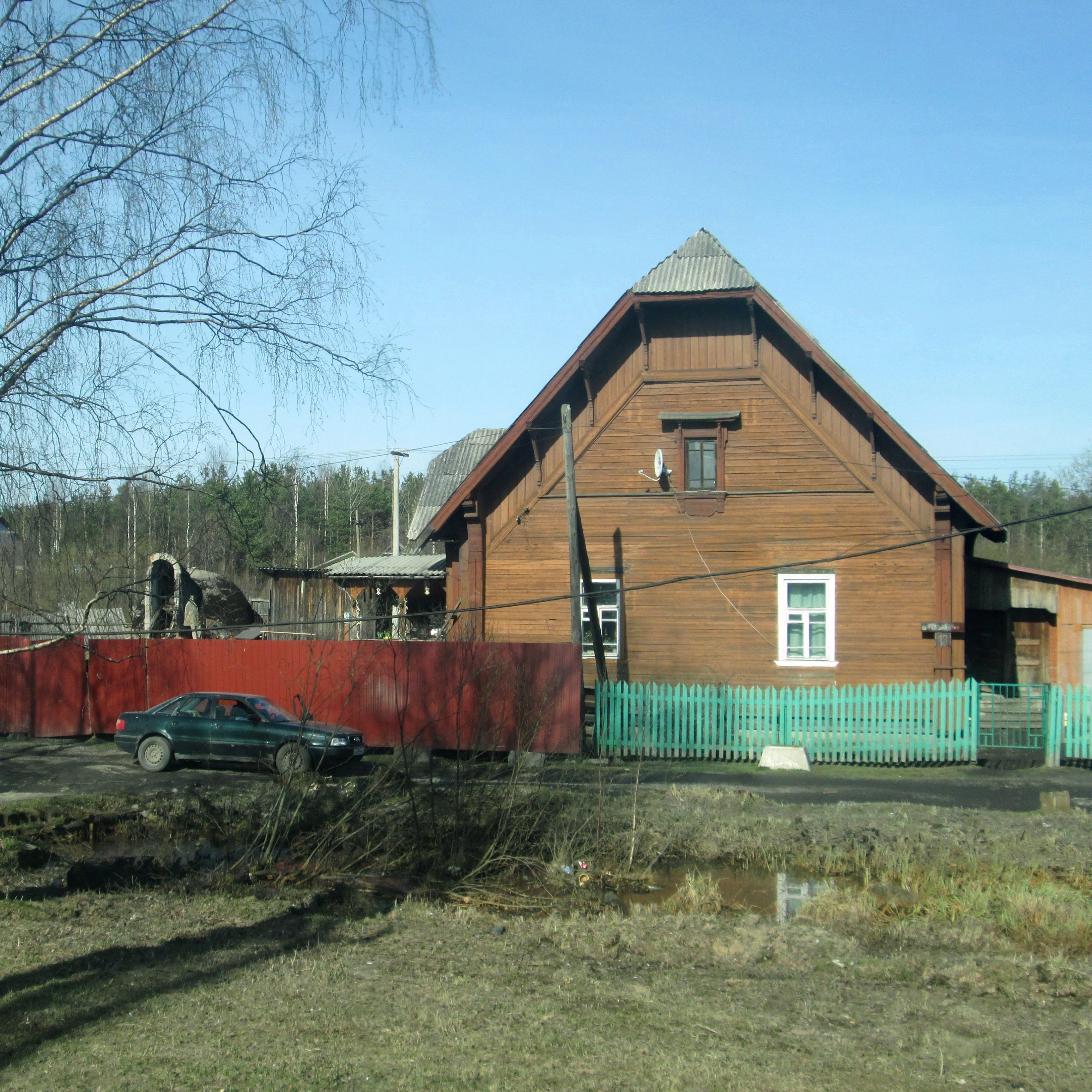
Maison à la gare

En 1920 la population de Konocha s'élevait à 368 habitants.
Modification de la population depuis 1959 jusqu'à 2010. En 2021 la population était de 10 470 habitants:
Modèle:Début
|}

## Curiosités
- Musée régional de Konocha[2]
- Église Saint Séraphin de Sarov[3]

## Personnalités liées à Konocha
- On doit à l'écrivain Mikhail Milchik (en) l'ouvrage Joseph Brodsky en exil à Norinskaia, Konocha, dans la région d'Arkhangelsk (2013). Le poète Brodsky a été expulsé pour cinq ans dans une zone désignée par les autorités. En mars 1964 il est transféré par chemin de fer à Arkhangelsk et de là à Konocha. Là il a pu choisir le village de Norenskaya situé à 22 km de Konocha [4].